# Juan Gualberto González-Bravo Delgado
Juan Gualberto González Bravo y Delgado (Encinasola, província de Huelva, 11 de juliol de 1777 - 27 de novembre de 1857), humanista, músic, escriptor i polític espanyol.

## Biografia
Va fer els seus primers estudis a Badajoz i els va continuar a la Universitat de Sevilla; a principis del XIX ja era doctor en lleis i va exercir com a advocat en el bufet d'Ángel Ortega. Va fer classes en la Universitat de Sevilla i va formar part de la seva Real Audiència. Durant la Guerra del francès va ser nomenat oïdor de l'Audiència de Guatemala. Després de cinc anys en aquestes terres, va tornar a Espanya i va ser designat Fiscal togat del Suprem Consell d'Índies.
Durant el Trienni Liberal (1820-1823) va exercir també com a Fiscal del Consell de la Guerra. En 1833, regnant encara Ferran VII, va ser ministre de Gracia i Justícia; en aquells dies, com a Notari major del regne, va presidir i va signar l'acta per la qual Isabel II, amb tot just tres anys, va ser jurada reina d'Espanya. En 1834 va ser rellevat i en l'estiu d'aquest mateix any va ser nomenat Procurador en Corts de la província de Huelva i en 1845 senador vitalici. Solter tota la seva vida, va passar els seus últims anys atès i cura per la seva fillola Engracia Osorio. Va donar la seva fortuna als pobres i a fer obres públiques al seu poble natal d'Encinasola; amb aquest manat s'hi va construir el pont del Silio.
Era un notable violinista, que va oferir concerts cada setmana els dimecres de vuit a onze de la nit a la seva casa, acompanyat del seu amic i gran músic, el violinista i compositor Jesús de Monasterio. Va traduir als bucòlics llatins Virgili, Calpurni Sícul i Nemesià, així com l' Art poètica d'Horaci. Va publicar unes Obras completas en 1844 en tres volums, encara que el llibre ja estava escrit en 1822.

## Obres
- Obras en verso y prosa, Madrid: Imprenta de Alegría y Charlain. 1844. 3 vols. en cuarto.
  - Tomo 1: Comprè la traducció de l' Epístola de Horacio a los Pisones d'Horaci i de les Églogas de Virgili.
  - Tomo 2: Comprèn la traducció de les Églogas de Nemesià i de Calpurni Sícul i algunes traduccions i composicions soltes.
- Tom 3: Comprèn diverses matèries sobre la versificació llatina i castellana i sobre sinònims i gramàtica.